# Sahuayo de Morelos
Sahuayo de Morelos är en ort i Mexiko.   Den ligger i kommunen Sahuayo och delstaten Michoacán de Ocampo, i den centrala delen av landet, 400 km väster om huvudstaden Mexico City. Sahuayo de Morelos ligger 1 536 meter över havet och antalet invånare är 58 513.
Terrängen runt Sahuayo de Morelos är platt åt nordost, men åt sydväst är den kuperad. Runt Sahuayo de Morelos är det ganska tätbefolkat, med 60 invånare per kvadratkilometer. Sahuayo de Morelos är det största samhället i trakten. Omgivningarna runt Sahuayo de Morelos är en mosaik av jordbruksmark och naturlig växtlighet.